# Rhytidoponera atropurpurea
Rhytidoponera atropurpurea is een mierensoort uit de onderfamilie van de Ectatomminae. De wetenschappelijke naam van de soort is voor het eerst geldig gepubliceerd in 1914 door Emery.